# Kerry Fox
Kerry Fox (Wellington, 30 juli 1966) is een Nieuw-Zeelands actrice. Voor haar rol in het filmdrama Intimacy won ze de Zilveren Beer voor beste actrice op het Filmfestival van Berlijn 2001. Daarnaast werd ze onder meer genomineerd voor een British Independent Film Award voor haar bijrol in het biografische drama Bright Star, over dichter John Keats. Daarin speelt ze zelf de moeder van zijn verloofde Fanny Brawne.
Fox debuteerde in 1990 op het witte doek in een ander biografisch drama, An Angel at My Table. Daarin geeft ze gestalte aan haar landgenote Janet Frame. Sindsdien speelde ze in meer dan dertig films.

## Filmografie
*Exclusief vijf televisiefilms
| - Bright Star (2009) - Storm (2009) - Morning Echo (2009) - Inconceivable (2008) - He Said (2007) - Intervention (2007) - The Ferryman (2007) - Rag Tale (2005) - Bob the Builder: Snowed Under (2004, stem) - Niceland (Population. 1.000.002) (2004) - So Close to Home (2003) - Black and White (2002) - The Gathering (2002) - The Point Men (2001) - Intimacy (2001) - Fanny and Elvis (1999) | - The Darkest Light (1999) - Thinking About Sleep (1999) - To Walk with Lions (1999) - The Wisdom of Crocodiles (1998) - The Sound of One Hand Clapping (1998) - The Hanging Garden (1997) - Welcome to Sarajevo (1997) - Saigon Baby (1995) - Country Life (1994) - Shallow Grave (1994) - The Last Tattoo (1994) - Friends (1993) - The Last Days of Chez Nous (1992) - The Rainbow Warrior (1992) - An Angel at My Table (1990) |

- Bibsys: 98067179
- Biblioteca Nacional de España: XX1107733
- Bibliothèque nationale de France: cb14036922k (data)
- Gemeinsame Normdatei: 140977147
- International Standard Name Identifier: 0000 0001 2122 5725
- Library of Congress Control Number: n93073113
- Nationale Bibliotheek van Tsjechië: xx0079596
- Nationale bibliotheek van Australië: 35965395
- Nationale Bibliotheek van Israël: 987007352849505171
- Nationale Bibliotheek van Polen: a0000002092310
- Nederlandse Thesaurus van Auteursnamen: 09377625X
- Réseau des bibliothèques de Suisse occidentale: 02-A022501069
- SNAC: w68q3fhs
- Système universitaire de documentation: 068712391
- Virtual International Authority File: 17422816
- WorldCat: E39PBJyCCrHCHwjBWtcwJpqG73